# Anello dell'Unicorno

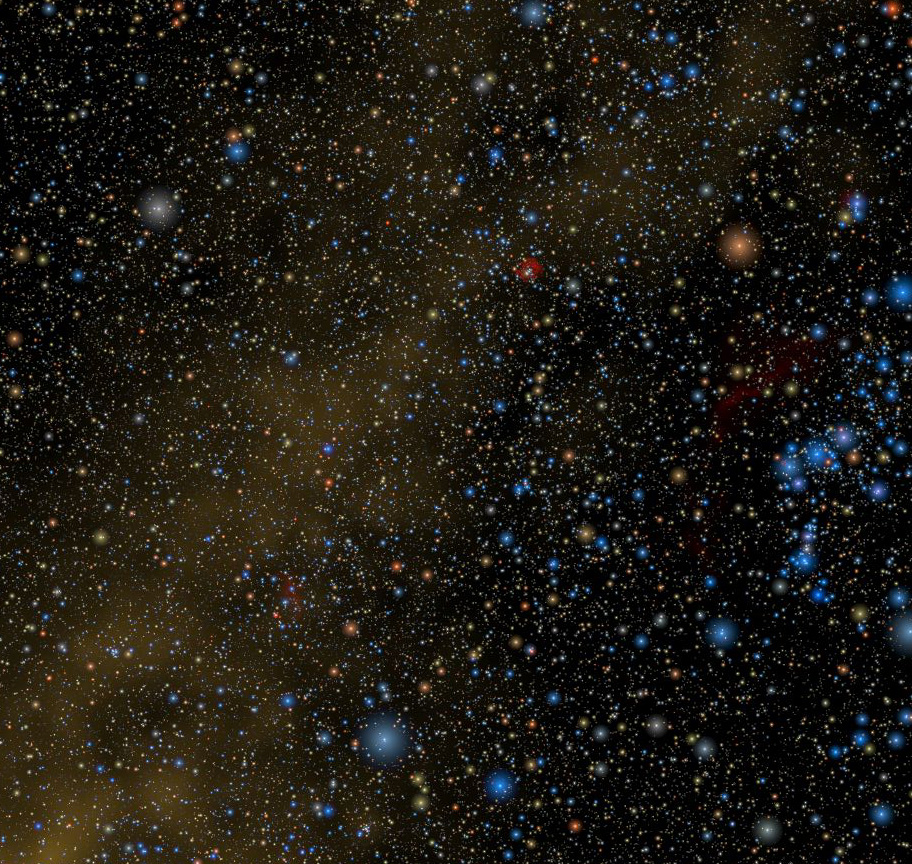
La costellazione dell'Unicorno, al centro dell'asterismo del Triangolo invernale.

L'Anello dell'Unicorno è un anello di stelle presente intorno alla Via Lattea, in direzione della costellazione dell'Unicorno.

## Caratteristiche
L'anello consisterebbe in una struttura formata da una corrente stellare, proveniente dalla Galassia Nana Ellittica del Cane Maggiore e raggiungente la Via Lattea, formatosi nel corso di milioni di anni. La corrente, a forma di anello, gira attorno alla nostra Galassia per tre volte, ed è costituita da un lungo filamento di stelle strappate alla galassia nana dalla forza mareale durante i suoi passaggi ravvicinati alla Via Lattea; l'anello ha una massa di 100 milioni di Soli ed una lunghezza di 200.000 anni-luce.
La corrente stellare fu identificata per la prima volta nel 2002 dagli astronomi che studiano il Sloan Digital Sky Survey. Lo studio venne effettuato anche a causa della strana posizione di alcuni ammassi globulari, in particolare NGC 1851, NGC 1904, NGC 2298 e NGC 2808, che mostravano similitudini con quelli prossimi alla Galassia Nana Ellittica del Sagittario; studi approfonditi permisero la scoperta, nel 2003, della Galassia Nana del Cane Maggiore, la più vicina a noi. Nel 2006, uno studio che sfruttava i dati del progetto 2MASS (una mappatura del cielo) mostrò una doppia natura dell'Anello, il quale farebbe parte del warp (distorsione) del disco galattico. Comunque, osservazioni condotte dall'Osservatorio anglo-australiano pubblicate nel 2007 suggeriscono che tali deformazioni non possono creare la struttura osservata, la quale deve quindi essere formata anche da un flare del disco galattico, oppure potrebbe avere origini extragalattiche.